# Ahead of Their Time
Ahead of Their Time je koncertní album americké skupiny The Mothers of Invention vedené Frankem Zappou. Album bylo nahrané 25. října 1968 a vydané 23. března 1993.

## Seznam skladeb
| Pořadí         | Název                                      | Délka |
| -------------- | ------------------------------------------ | ----- |
| 1.             | Prologue                                   | 3:07  |
| 2.             | Progress?                                  | 4:44  |
| 3.             | Like It or Not                             | 2:21  |
| 4.             | The Jimmy Carl Black Philosophy Lesson     | 2:01  |
| 5.             | Holding The Group Back                     | 2:00  |
| 6.             | Holiday in Berlin                          | 0:56  |
| 7.             | The Rejected Mexican Pope Leaves the Stage | 2:55  |
| 8.             | Undaunted, the Band Plays On               | 4:34  |
| 9.             | Agency Man                                 | 3:17  |
| 10.            | Epilogue                                   | 1:52  |
| 11.            | King Kong                                  | 8:13  |
| 12.            | Help, I'm a Rock                           | 1:38  |
| 13.            | Transylvania Boogie                        | 3:07  |
| 14.            | Pound for a Brown                          | 6:50  |
| 15.            | Sleeping in a Jar                          | 2:24  |
| 16.            | Let's Make the Water Turn Black            | 1:51  |
| 17.            | Harry, You're a Beast                      | 0:53  |
| 18.            | The Orange County Lumber Truck (Part I)    | 0:46  |
| 19.            | Oh No                                      | 3:22  |
| 20.            | The Orange County Lumber Truck (Part II)   | 10:36 |
| Celková délka: | Celková délka:                             | 67:27 |

## Sestava
- Frank Zappa
- Ian Underwood
- Bunk Gardner
- Roy Estrada
- Euclid James "Motorhead" Sherwood
- Don Preston
- Arthur Dyer Tripp III
- Jimmy Carl Black
- Členové BBC Symphony Orchestra